# Stretto di Stefansson
Lo stretto di Stefansson è uno stretto che costeggia la costa occidentale dell'isola Hearst, separandola dalla Terra di Palmer, nella porzione meridionale della Penisola Antartica, e in particolare dalla costa di Wilkins. Lo stretto, che misura circa 60 km di lunghezza in direzione nord-sud e la cui larghezza varia dai 5 ai 18 km lungo il suo percorso, è coperto per tutta la sua estensione dai ghiacci della piattaforma glaciale Larsen D. Tale piattaforma è alimentata da diversi ghiacciai che, a partire dall'entroterra della costa di Wilkins, scorrono verso est fino ad entrare in essa, in particolare, in corrispondenza dello stretto sfociano nella piattaforma i ghiacciai Bingham, a nord, e Anthony, poco a sud dell'estremità meridionale.

## Storia
Lo stretto di Stefansson fu avvistato per la prima volta da Sir Hubert Wilkins nel corso di un volo di ricognizione effettuato dall'esploratore australiano il 20 dicembre 1928. Lo stesso Wilkins, il quale riteneva fosse un corso d'acqua che divideva quella oggi è conosciuta come Penisola Antartica dalla terraferma, battezzò lo stretto con il suo attuale nome in onore di Vilhjalmur Stefansson, famoso esploratore ed etnologo canadese. La vera forma dello stretto fu riconosciuta solo in seguito nel corso della spedizione del Programma Antartico degli Stati Uniti d'America svolta nel 1939-41 al comando di Richard Evelyn Byrd, i cui membri cartografarono lo costa grazie a ricognizioni sia aeree, sia terrestri.